# Małgorzata Hillar
Małgorzata Hillar, właśc. Janina Krystyna Helena Hillar (ur. 19 sierpnia 1926 w Piesienicy, zm. 30 maja 1995 w Warszawie) – polska poetka.

## Biografia
W 1939 roku została wraz z matką, Heleną (z domu: Okonek) i bratem (Marian, ur. 1929) wysiedlona z Generalnego Gubernatorstwa – zamieszkali w Żyrardowie. Ojciec, Jan Hillar, jako wojskowy został przetransportowany do obozu w Stutthofie, skąd powrócił po wyzwoleniu; zmarł w 1994 roku w Józefowie.
Naukę rozpoczęła w gimnazjum w Starogardzie Gdańskim, następnie podczas okupacji kontynuowała ją na tajnych kompletach w Warszawie. Maturę zdała eksternistycznie w Częstochowie w 1946. Absolwentka Wydziału Prawa na Uniwersytecie Warszawskim.
W latach 1945–1946 pracowała jako urzędniczka w Urzędzie Ziemskim w Bydgoszczy.
Jako poetka debiutowała publikacją wiersza Słowa w „Nowej Kulturze” w 1955, a jej pierwszym tomem poezji był Gliniany dzbanek wydany w 1957 roku. Publikowała także w „Przedpolu”, „Twórczości”, „Zwierciadle”. W 1959 została członkinią Związku Literatów Polskich.
W 1963 urodziła syna, Dawida, następnie w tym samym roku wyszła za mąż za jego ojca, krytyka literackiego i poetę Zbigniewa Bieńkowskiego. Następnie wraz z mężem wyjechała na stypendium do USA. Przed powrotem do Polski w 1970 zwiedziła jeszcze m.in. Francję, Holandię i Niemcy. W 1967 wydała poświęcony synowi tomik poezji: Czekanie na Dawida. W 1970, po odejściu męża (związał się bez ślubu z Adrianą Szymańską), a w konsekwencji emocji z tym związanych wyalienowała się i popadła później w chorobę alkoholową. Pomoc bliskich pomogła jej wrócić do aktywności twórczej.
W 1971 roku podczas Warszawskiej Jesieni, jej Erotyki zostały wykonane do muzyki Tadeusza Bairda.
Po długiej przerwie, w 1995 roku wydała swój ostatni tom wierszy.

## Recepcja twórczości
W pracy o tożsamości kobiecej w polskiej poezji, autorka Anna Nasiłowska analizuje twórczość Małgorzaty Hillar pod kątem jej deklarowanego pod koniec życia feminizmu. Poetka opisała siebie jako feministkę, tworzącą pod silnym wpływem trudnego dzieciństwa z opresyjną matką. Na wprost „feministyczne” utwory typuje tylko dwa: Kropla deszczu oraz Życie jest jedno.

## Upamiętnienie
We wrześniu 2014 w Piesienicy, skąd pochodziła poetka, uroczyście otwarto Skwer im. Małgorzaty Hillar. W gminie Zblewo działa też Towarzystwo Społeczno-Kulturalne im. Małgorzaty Hillar. W gminnych szkołach tej okolicy odbywają się cykliczne konkursy i dni poezji poświęcone twórczości poetki. Gminny Ośrodek Kultury w Zblewie nosi imię Małgorzaty Hillar.

## Zbiory poezji
- 1957: Gliniany dzbanek
- 1959: Prośba do macierzanki
- 1961: Krople słońca
- 1967: Czekanie na Dawida
- 1972: Poezje
- 1995: Gotowość do zmartwychwstania